# موالی نجف چالاوه
موالی نجف چالاوه ، روستایی است از توابع بخش گهواره و در شهرستان دالاهو استان کرمانشاه ایران.

## جمعیت
این روستا در دهستان قلخانی قرار داشته و بر اساس سرشماری سال ۱۳۸۵ جمعیت آن (۴۲خانوار) ۱۹۵نفر 
بوده است.